# Angelo d'Ambrosio
Angelo d'Ambrosio, francoski general italijanskega rodu, * 1774, † 1822.